# MercedesCup 2015
MercedesCup 2015 — тенісний турнір, що проходив на трав'яних кортах у місті Штутгарт, Німеччина з 8 червня. Належав до категорії ATP World Tour 250.

## Фінальна частина

### Одиночний розряд
Рафаель Надаль —  Віктор Троїцький 7–6(7–3), 6–3

### Парний розряд
Роган Бопанна /  Флорін Мерджа —  Александер Пея /  Бруно Соарес 5–7, 6–2, [10–7]